# Upplands runinskrifter 628

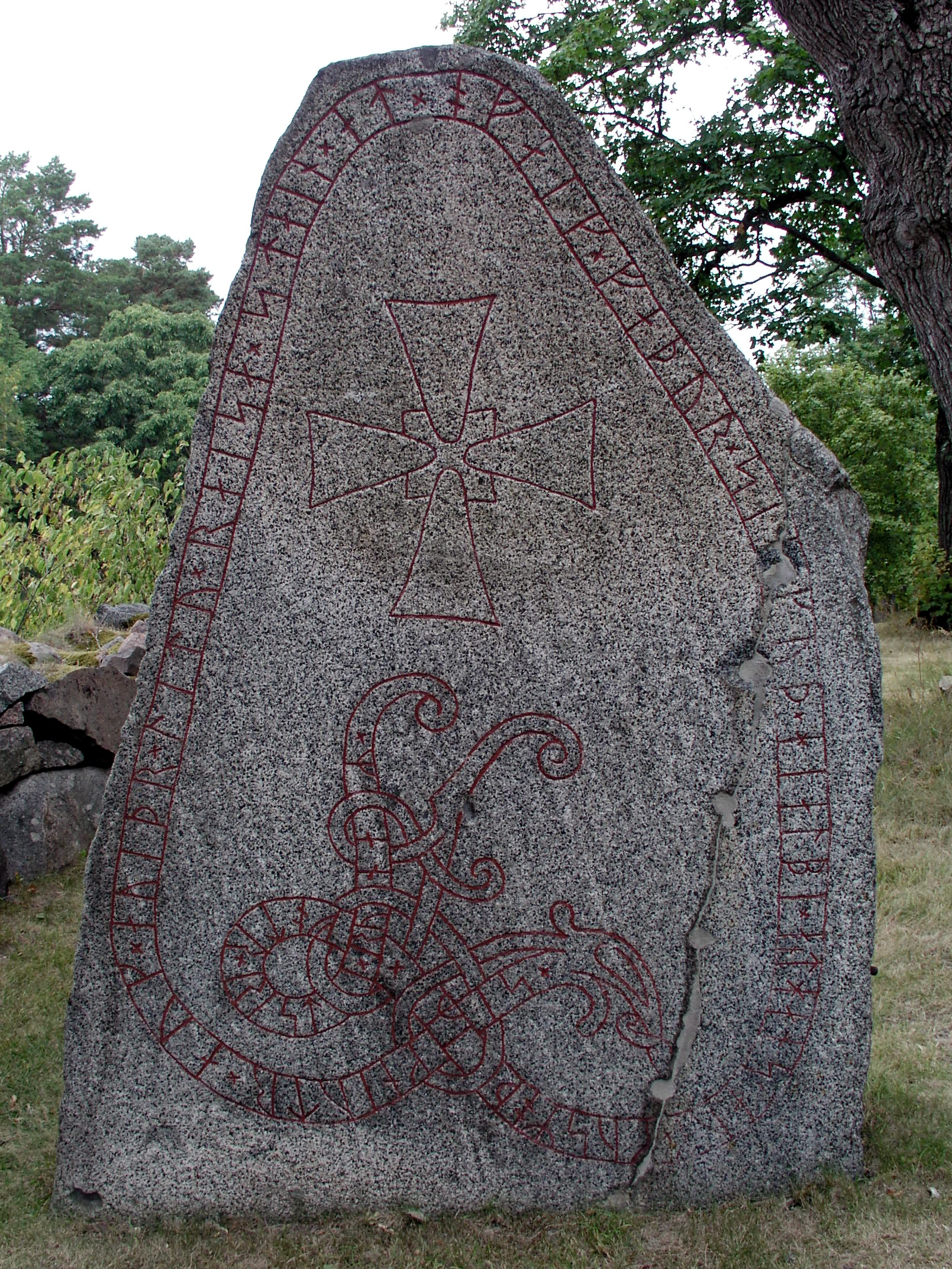
Den liknande stenen U 945 vid Danmarks kyrka.

Upplands runinskrifter 628 är en försvunnen vikingatida runsten som funnits i Jädra tä, Håbo-Tibble socken och Upplands-Bro kommun. Stenens höjd är ungefär 1,85 meter och dess bredd ungefär 1,05 meter. Såväl U 628 som U 627, som också funnits i Jädra tä, har varit försvunna sedan 1600-talets slut.
Ristningen på U 628 attribuerades till runristaren Fot av Erik Brate. Särskilt pekade Brate på de stora likheterna med ornamentiken på runstenen U 945 som är signerad av Fot.

## Inskriften
Translitterering av runraden:
[× þorbiurn × auk × ormr × auk × hialfast... ... -uk × knakr × auk × þorstin × raistu × stin × at × hulmstin × faþur · sin]
Normalisering till runsvenska:
Þorbiorn ok Ormʀ ok Hialmfast[r] ... ok Knakʀ(?) ok Þorstæinn ræistu stæin at Holmstæin, faður sinn.
Översättning till nusvenska:
Torbjörn och Orm och Hjälmfast ... och Knak(?) och Torsten reste stenen efter Holmsten, sin fader.
Stenen är rest av sex bröder över deras fader Holmsten. Inskriften har alltså ursprungligen innehållit sju namn, varav ett har försvunnit på grund av en skada på stenen.